# Scott Road Village
Scott Road Village es una villa de Trinidad y Tobago, que forma parte de la región de Penal-Debe.

## Geografía
La villa abarca parte de la isla Trinidad y limita al norte con Charlo Village y Penal, al sur con el canal de Colón, al este con Morne Diablo y al oeste con Mendez Village y Penal Quinam Beach Road.

## Demografía
Datos demográficos de la villa de Scott Road Village:
| Gráfica de evolución demográfica de Scott Road Village entre 2000 y 2011 |
|                                                                          |